# The Divine Conspiracy
The Divine Conspiracy – trzeci studyjny album holenderskiego zespołu grającego metal symfoniczny Epica, wydany 7 września 2007 przez wytwórnię płytową Nuclear Blast.
Opowiada o religii – o Bogu, który poddaje ludzkość próbie tworząc kilka religii mających różnych bogów. Chce się on przekonać czy ludzkość zda sobie sprawę, że tak naprawdę chodzi w nich o tę samą prawdę – istnieje jeden Bóg, i modli się do niego każdy, bez względu na religię. Główny bohater podąża przez życie, napotykając po drodze różne religie i doświadczając zarówno pozytywnych, jak i negatywnych ich aspektów. Utwory w pierwszej części płyty opowiadają o złej stronie ludzkiej psychiki, o chciwości, uzależnieniu od narkotyków i wszelkich ludzkich błędach. W końcu główny bohater zostaje zabity – dobitnie wyraża negatywną opinię na temat islamu i zostaje zamordowany.
Na albumie kontynuowany jest cykl The Embrace That Smothers.
Okładkę zaprojektowała Andrea Beckers.
Edycja specjalna zawiera dodatkową płytę CD, na której można znaleźć dwa dodatkowe utwory oraz teledyski.

## Lista utworów
1. „Indigo ~ prologue” – 2:05
2. „The Obsessive Devotion” – 7:13
3. „Menace of Vanity” – 4:13
4. „Chasing the Dragon” – 7:40
5. „Never Enough” – 4:47
6. „La‘petach Chatat Rovetz ~ the Final Embrace” – 1:46
7. „Death of a Dream ~ the Embrace that Smothers part VII” – 6:03
8. „Living a Lie ~ the Embrace that Smothers part VIII” – 4:56
9. „Fools of Damnation ~ the Embrace that Smothers part IX” – 8:42
10. „Beyond Belief” – 5:25
11. „Safeguard to Paradise” – 3:46
12. „Sancta Terra” – 4:57
13. „The Divine Conspiracy” – 13:56
14. „Higher High” – 5:27 (utwór dodatkowy)
15. „Replica” (Fear Factory Cover) – 4:10 (utwór dodatkowy)

## Twórcy
| - Simone Simons – śpiew - Mark Jansen – gitara rytmiczna, śpiew - Ad Sluijter – gitara prowadząca - Coen Janssen – instrumenty klawiszowe - Yves Huts – gitara basowa - Ariën van Weesenbeek – perkusja | Gościnnie - Sander Gommans – śpiew w utworze „Death of a Dream ~ The Embrace That Smothers part VII” - Olaf Reitmeier – gitara akustyczna w utworze „Chasing The Dragon” - Amanda Somerville – melorecytacja w utworze „The Obsessive Devotion” - Gjalt Lucassen – melorecytacja w utworze „Living a Lie ~ The Embrace That Smothers part VIII” - Jaff Wade – melorceytacja w utworze „Fools of Damnation ~ The Embrace That Smothers part IX” |

## Pozycje na listach
| Lista   | Kraj     | Pozycja |
| ------- | -------- | ------- |
| Top 100 | Holandia | 9       |